# Schängel

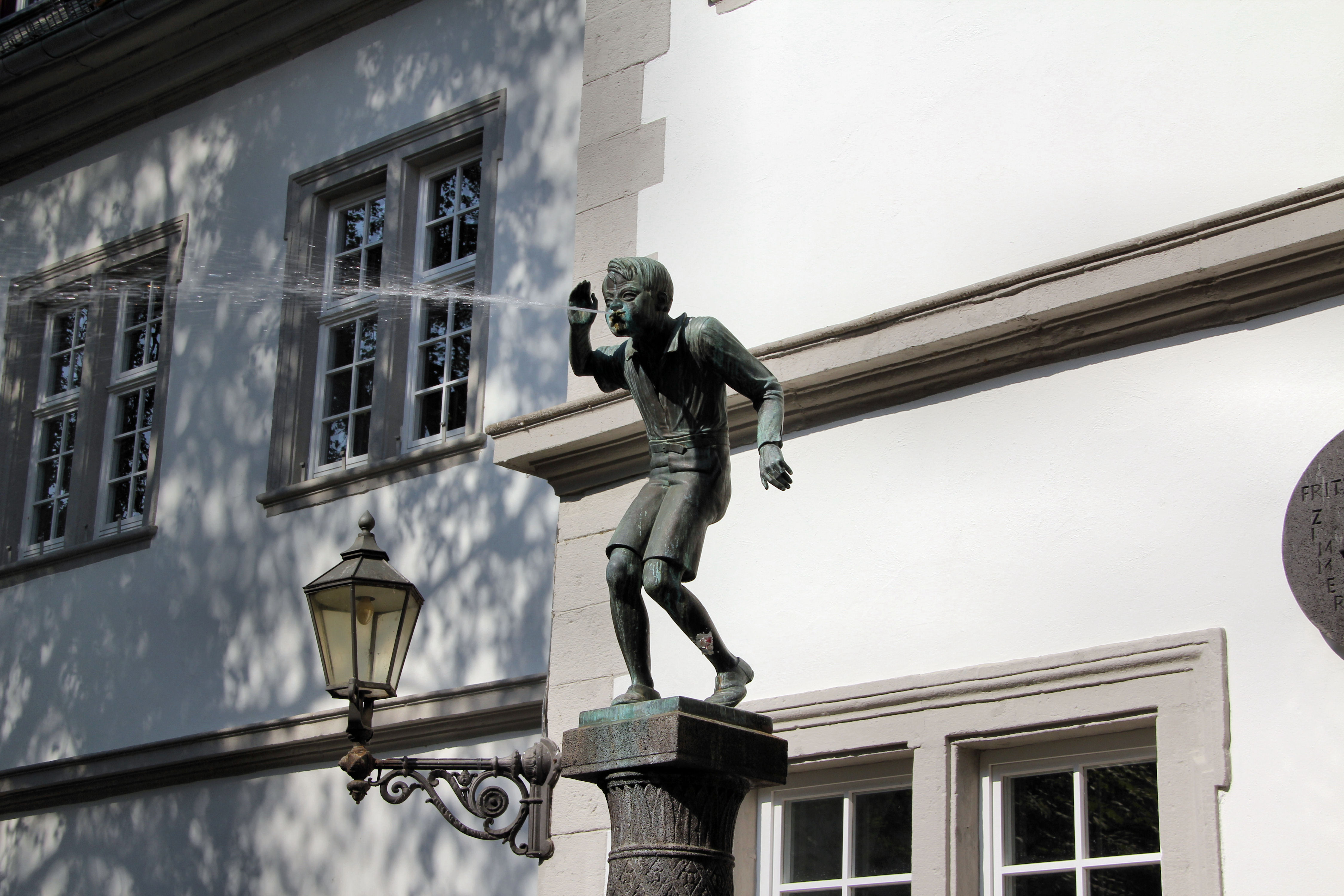
Der speiende Schängel

Schängel ist eine mundartliche Bezeichnung (Ortsneckname) für die in der Stadt Koblenz geborenen Jungen (heute auch Mädchen). Koblenz wird auch oft als „Schängel-Stadt“ bezeichnet. Den Schängeln widmete man 1914 ein Karnevalslied und baute ihnen 1941 im Rathaushof einen Brunnen, der zu einem Wahrzeichen der Stadt wurde.

## Begriff
Der Begriff Schängel stammt aus der 20-jährigen Zugehörigkeit (1794–1814) der Stadt Koblenz zu Frankreich. Gemeint waren damit ursprünglich die von den Franzosen abstammenden Kinder deutscher Mütter. Der gängigste Name war damals Hans oder Johann, was dem französischen Jean entspricht. Die Koblenzer hatten aber Schwierigkeiten, Jean französisch auszusprechen, und in der Mundart der Koblenzer wurde daraus Schang.
Über die Zeit entwickelte sich hieraus schließlich Schängel, eigentlich ein Diminutiv mit der Bedeutung Hänschen. Anfangs galt es als Schimpfwort, etwa vergleichbar dem deutschen Bankert (Synonym für ein uneheliches Kind). Heute jedoch wird Schängel als Ehrenname verstanden und jeder in Koblenz Geborene darf für sich in Anspruch nehmen, ein Schängel zu sein. Häufig wird sogar liebevoll eine zweite Verkleinerungsendung zum Schängelche angehängt.
Einen sehr ähnlichen Spitznamen haben die Einwohner von Maastricht, die Sjenge genannt werden. Auch dieser Name geht auf den Namen Jean zurück, der bis vor kurzem in Maastricht sehr häufig war.

## Rezeption

### Schängelbrunnen

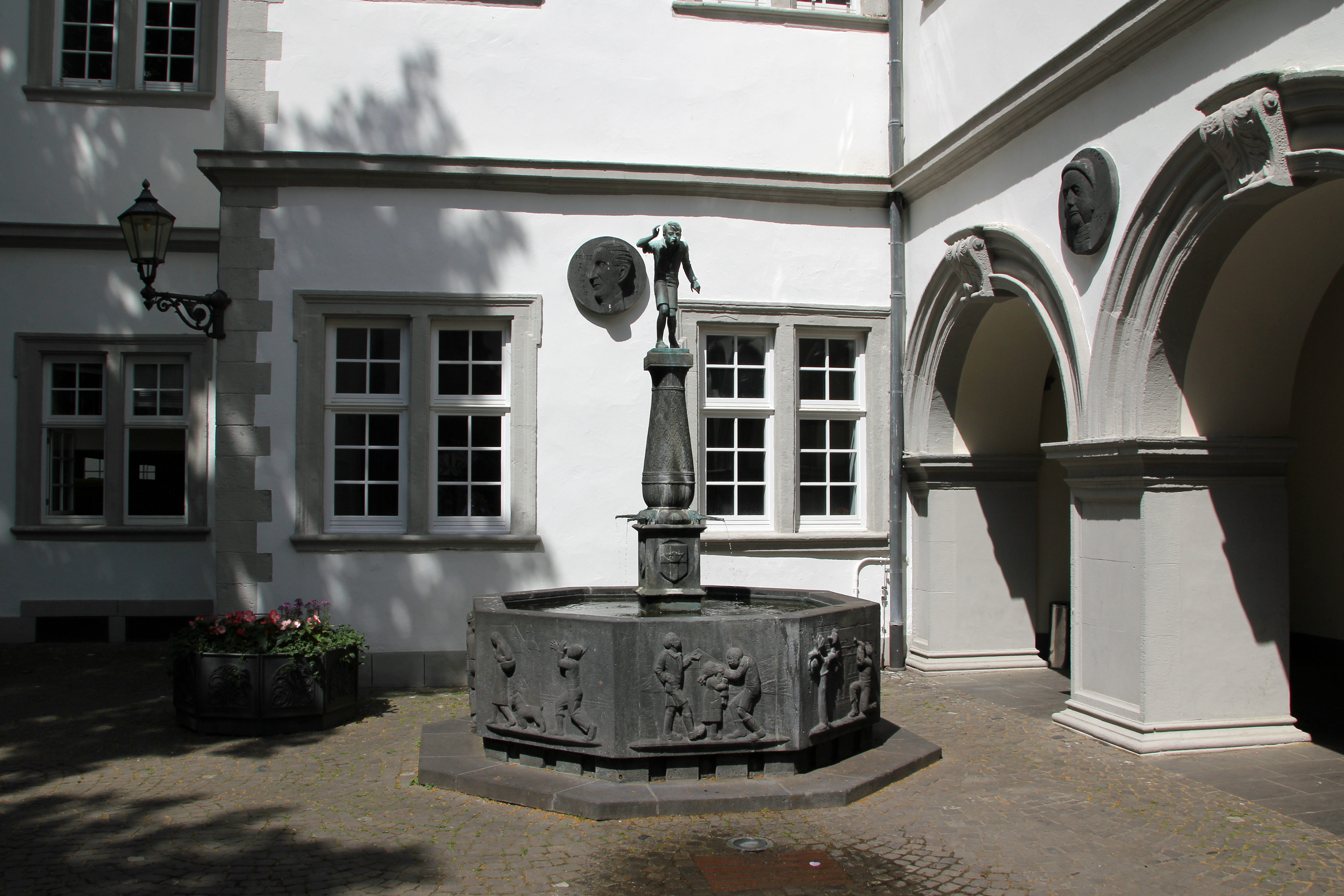
Der Schängelbrunnen im Hof des Koblenzer Rathauses

Der Schängelbrunnen steht auf dem Willi-Hörter-Platz, das ist der Rathaushof, umgeben von Renaissance- und Barockbauten. Er wurde am 15. Juni 1941 eingeweiht. Der Brunnenbau geht auf eine Initiative von Koblenzer Bürgern zurück, darunter der Koblenzer Karnevalist Jupp Flohr. Der Brunnen mit achteckigem Becken aus Basalt wurde 1939 von dem Mayener Bildhauer Carl Burger entworfen und ist dem Koblenzer Mundartdichter Josef Cornelius, dem Schöpfer des Schängelliedes, gewidmet.
Mit diesem Brunnen hat man dem Koblenzer Schängel und seinen Streichen ein Denkmal gesetzt, ebenso der Lebensfreude der Koblenzer Bürger. Die Bronzefigur speit etwa alle drei Minuten einen sprühenden Wasserstrahl mehrere Meter weit über das Brunnenbecken hinaus, sodass Passanten vom Wasser getroffen werden können. Modell für die Skulptur stand der damals elfjährige Rudolf Dany aus Mayen; gegossen wurde sie in München.

### Schängellied
Die Schängelchen, die Lausbuben von Koblenz, hatten es dem Mundartdichter Josef Cornelius angetan. Ihnen widmete er zum Karneval 1914 sein Gedicht Dat Cowelenzer Schängelche. Der Musikalienhändler und Komponist Carl Wilhelm Kraehmer (1874–1918) schuf im Auftrag der Großen Koblenzer Karnevalsgesellschaft zu dem Text die Melodie. Das fröhliche Lied wurde mit einem Riesenerfolg auf der Sitzung der „Großen“ im Februar 1914 im Stadttheater Koblenz uraufgeführt und im Laufe der Jahre zur Hymne der Koblenzer.

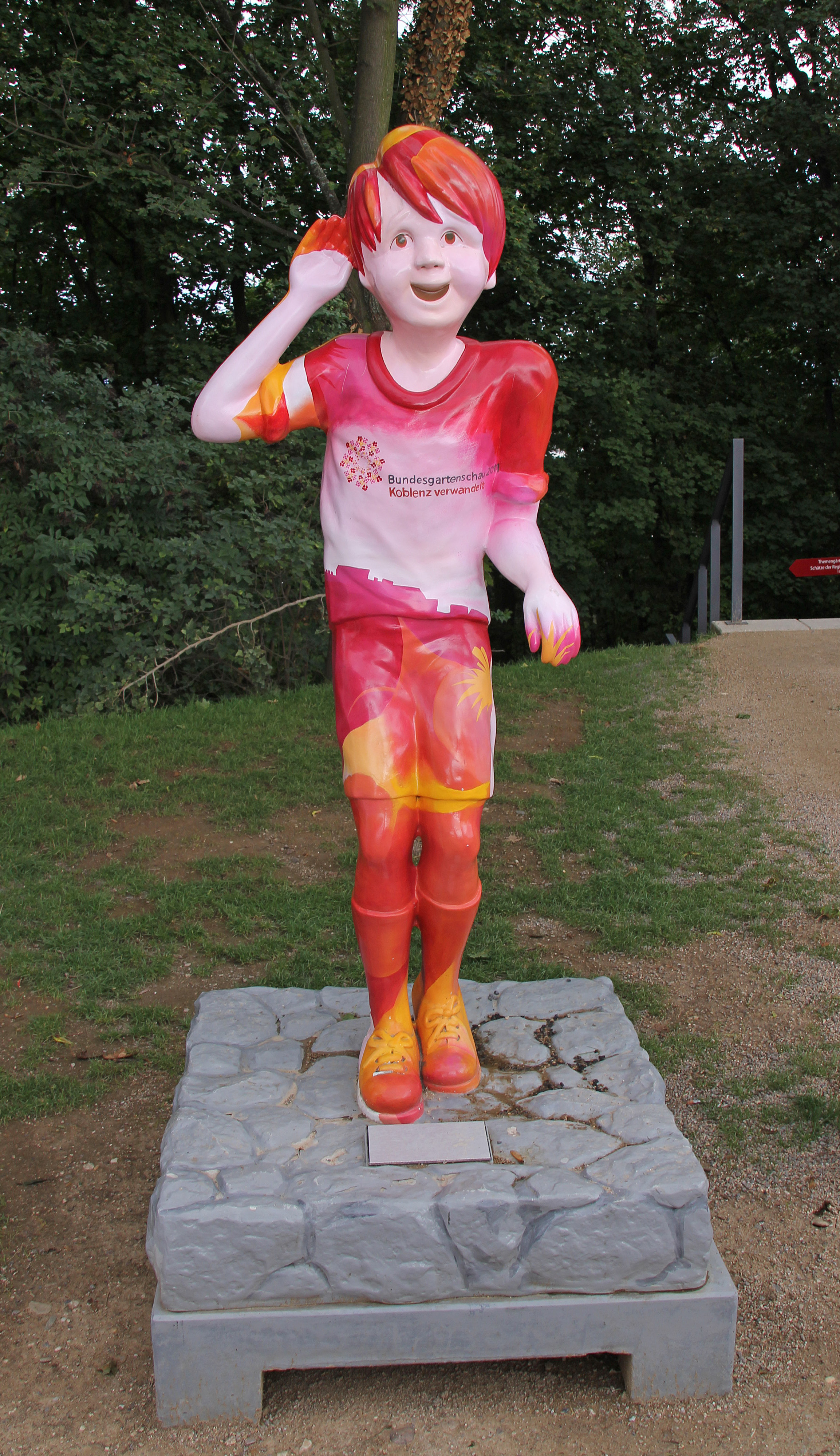
Figur des Koblenzer Schängels auf der Bundesgartenschau 2011

Dat Kowelenzer Schängelche

Et es bekannt doch iwweral

Et waiß och jedes Kend,

Dat närjens en der ganze Welt

Die Schängelcher mer fend,

Als hei bei ons am Deutsche Eck,

Wo seit uralter Zeit

Dat Kowelenzer Schängelche

Am allerbest' gedeiht.

Et es vur kainem bang

On singt sei Lewe lang.

Refrain:

E lustich Kowelenzer Schängelche ich sein,

Gedaaft met Rhein- on Musselwasser on met Wein,

Gesond an Herz, an Lewer on der Lung,

On sein och meiner Modder ihrer allerbeste Jung!

On wenn em och dä kalte Wend

Als dorch dat Bexje bläst,

Et niemals dä Humor verleert,

Dä Kopp nie hänge lässt.

Et singt on peift, es kreuzfidel,

On hept grad wie en Spatz,

On wer met imm kei Spaß verstieht,

Dat es en Bullewatz.

Wo Zitz on Zores hei,

Do es et stets dobei.

Refrain

Dat Kowelenzer Schängelche

Lässt nie im Lewe no,

On wenn et mol ein Schängel es,

Sein annere widder do.

Su lang ons Mädcher Engelcher,

Dat es die Quintessenz,

Do get et och noch Schängelcher

En onser Residenz.

Dromm holl sich jeder schnell

An ons hei dat Modell.

Refrain

### Weitere Begriffsnutzungen

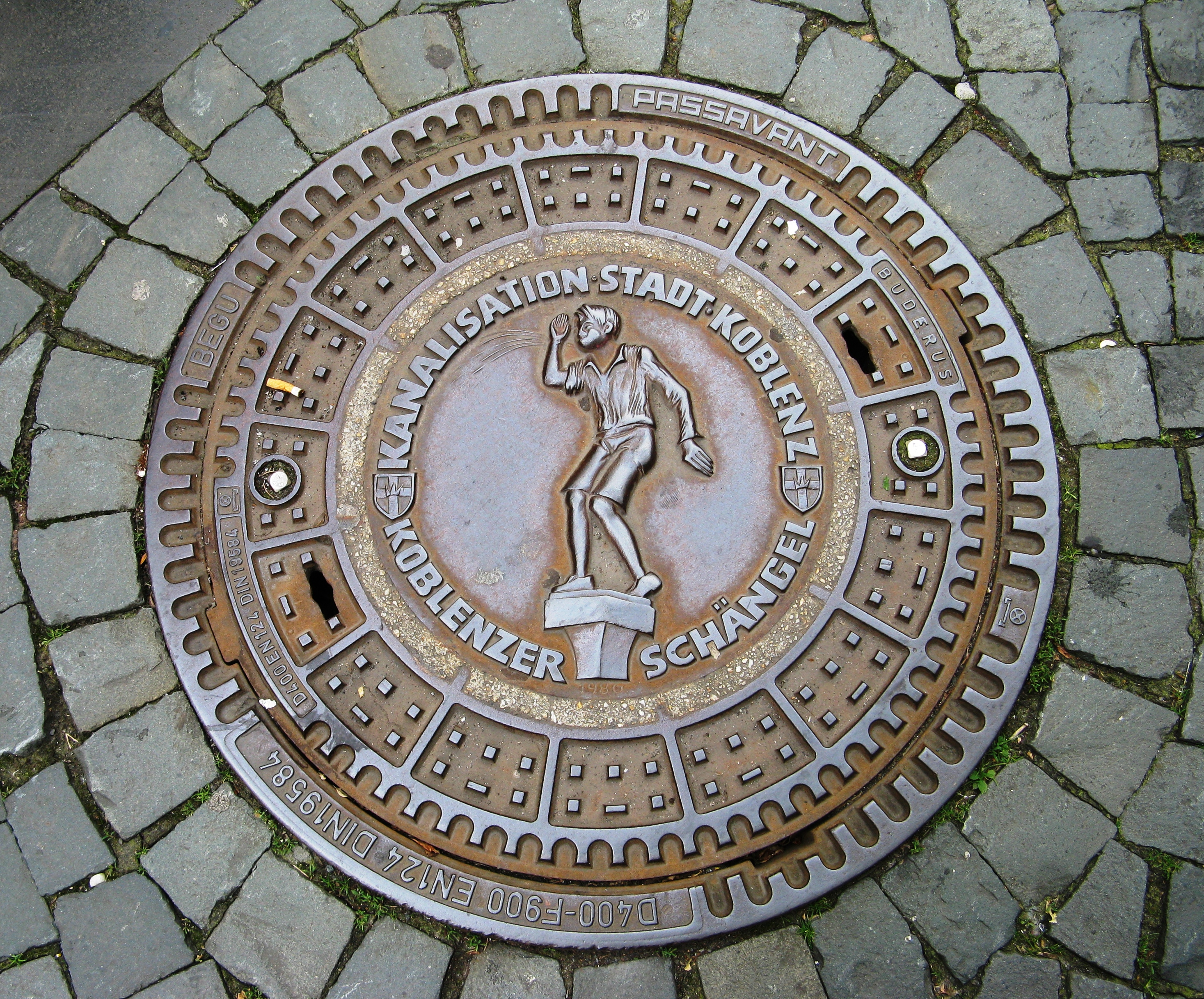
Der Schängel auf einem Kanaldeckel

Der Begriff Schängel wird auch wie folgt genutzt:
- Schiffsname der Rheinfähre Koblenz
- Schängel-Center, ein Geschäftshaus in der Koblenzer Innenstadt
- Lokalanzeiger „Koblenzer Schängel“, eine Wochenzeitung in Koblenz
- einige Kanaldeckel in Koblenz zeigen ein Abbild des Schängels
- Schängelmarkt, Koblenzer Volks- und Stadtfest
- Mundart-Theater „Zum Schängel“ in der Kulturfabrik Koblenz
- JoHo-Schängel-Stiftung des Koblenzer Oberbürgermeisters Joachim Hofmann-Göttig
- Koblenzer Karnevalsgesellschaft Rot-Weiß-Grün Kowelenzer Schängelcher 1922 e. V. – Koblenzer Karnevalsverein
- diverse Sportvereine in Koblenz nutzen ebenfalls den Begriff in ihrem Namen